# 브랏츠

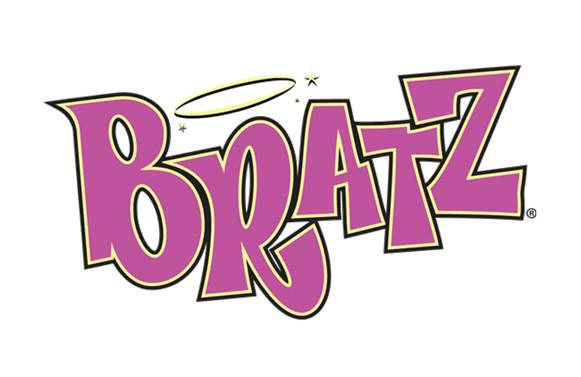

브랏츠(Bratz)는 미국의 장난감 회사 MGA 엔터테인먼트가 2001년에 제조 특허를 받아낸 25.4cm(10 인치)의 인형이다.